# Last Bronx
Last Bronx is een videospel voor het platform Sega Saturn. Het spel werd uitgebracht in 1997. 